# Dorcadion semenovi
Dorcadion semenovi es una especie de escarabajo longicornio de la subfamilia Lamiinae. Fue descrita científicamente por Ganglbauer en 1884.
Se distribuye por China, Kazajistán y Kirguistán. Mide 11,5-18 milímetros de longitud. El período de vuelo ocurre en los meses de abril, mayo, junio y julio.